# Heliopolis (film)
Heliopolis è un film del 2009 diretto da Ahmad Abdalla.

## Trama
È il tramonto ad Heliopolis, un quartiere unico del Cairo, il cui passato glorioso si affievolisce ogni giorno. Cinque personaggi, ognuno alle prese con una sua inquietudine, si aggirano nel quartiere, incrociando i loro percorsi senza mai conoscersi. Sono Ali e Dina, in crisi ancora prima di sposarsi, Engy che lavora in un albergo e fa credere ai suoi di vivere a Parigi, Harry che aspetta un visto per andare in Canada e Ibrahim, giovane regista che fa ricerche con la sua videocamera per un progetto di documentario sugli abitanti ebrei del quartiere. Una visione corale, insolita e a tratti provocatoria, di una delle zone più multiculturali della città.

## Riconoscimenti
- Cairo International Film Festival 2009
  - Menzione speciale